# Skjut för att döda
Skjut för att döda (internationell engelsk titel Deadly Pursuit, annars är originaltiteln i USA Shoot to Kill) är en amerikansk action-thriller från 1988 som är regisserad av Roger Spottiswoode med Sidney Poitier, Tom Berenger och Kirstie Alley i huvudrollerna. Filmen hade Sverigepremiär den 29 juli 1988.

## Handling
En mystisk diamantkupp sker i San Francisco där ägaren nekar till att ett brott har inträffat. Efter en tids resultatlöst spanande inträffar ett mord ute i ödemarken som påminner FBI-agenten Warren Stantin om tidigare mord som han har utrett, så han söker sig till den erfarne vägvisaren Jonathan Knox som dock är måttligt intresserad av att hjälpa Stantin. Men när Jonathan får reda på att hans flickvän Sarah Renell befinner sig i livsfara inleds en mördarjakt uppe bland bergen.

## Om filmen
Skjut för att döda är inspelad i San Francisco, Kalifornien och runt omkring i British Columbia, där bland annat slutscenen är från Vancouver.

## Roller (urval)
- Sidney Poitier - Warren Stantin
- Tom Berenger - Jonathan Knox
- Kirstie Alley - Sarah Renell
- Clancy Brown - Steve
- Richard Masur - Norman
- Andrew Robinson - Harvey
- Kevin Scannell - Ben